# Szuszanoo
Takehaja Szuszanoo-no-Mikoto (建速須佐之男命, Takehaya Susanoo no mikoto) vagy Szuszanoo (須佐之男, スサノオ, Susanoo) a vihar és a tenger istene a sintó mitológiában. Nevében a „no mikoto” egy udvariassági jelző, amelynek jelentése „a nagy” vagy „a magasztos”. Felesége Kusinada-hime.

## A mitológiában
A japán mitológiában Szuszanoo a hatalmas nyári vihar, testvére Amateraszu, a nap istennője, és Cukujomi vagy Cukijomi, a hold istene. Mindhárman Izanagitól születtek, amikor megmosta az arcát, hogy megtisztítsa magát az alvilág szennyétől. Amateraszu akkor született, amikor Izanagi kimosta a bal szemét, Cukijomi akkor, amikor a jobb szemét, és Szuszanoo akkor, mikor az orrát. Szuszanooé volt apja kardja, a Tocuka-no-curugi, hogy legyőzhesse Kagu-cucsit, aki szintén egyik testvére volt.
A Szuszanoo-mítoszok legrégebbi forrásai a 8. század elejéről származó Kodzsiki és a 720-ból származó Nihonsoki. Ezekben azt olvashatjuk, hogy volt egy hosszú ideje fennálló rivalizálás Szuszanoo és a húga közt. Amikor Izanagi parancsára Szuszanoo elhagyta a Mennyet, elment, hogy elbúcsúzzon húgától. Amateraszunak ez gyanús volt, de amikor Szuszanoo felajánlott egy kihívást, hogy bebizonyítsa őszinteségét, elfogadta. Mindketten elvettek egy-egy tárgyat a másiktól és belőlük isteneket és istennőket teremtettek. Amaterasu három lányt termtett Szuszanoo kardjából, miközben ő öt férfit teremtett a nyakláncából. Szuszanoo megállapította, hogy ő nyert, mert a nyakláncból több istent tudott teremteni, mint húga a kardjából. De Amateraszu ebbe nem nyugodott bele, így versengtek még egy ideig. De Szuszanoo egyszerre dühös lett, mert húga nem akarta elfogadni vereségét. Így dührohamában elpusztította húga rizsföldjeit, lenyúzta a póniját, bőrét pedig szövőszékbe rakta, és megölte az egyik női kísérőjét. Amateraszu erre nagyon dühös és bánatos lett, ezért elrejtőzött az Ama no Ivato barlangba („mennyei sziklabarlang”), így sokáig nem volt nap az égen, ami megvilágítsa a földet. Végül – bár elég nehezen – sikerült kicsalni őt.
Tettéért büntetésképp Szuszanoót száműzték a földre, így lement Izumo tartományba, ahol találkozott egy idős házaspárral, akik nagyon bánatosak voltak. Mikor megkérdezte tőlük, miért van ez, azok elmesélték neki, hogy nyolc lányukból hetet már elvitt a szörnyű nyolcfejű sárkány: Jamata no Orocsi, és már csak egy maradt: Kusinada-hime. Erre Szuszanoo mondta, hogy legyőzi a sárkányt, ha a házaspár neki adja egyetlen leányát, majd, mikor beleegyeztek, Kusinada-himét egy sokfogú fésűvé változtatta és a hajába tűzte, majd a házaspárnak megparancsolta, hogy főzzenek nyolc kád szakét neki.
Mikor eljött az idő, és a sárkány valóban megjelent, Szuszanoo már várta őt. A nyolcfarkú és nyolcfejű sárkány szemei vörösek voltak, mint a téli cseresznye, hátán pedig fenyők és ciprusok nőttek. Ahogy mászott, mindenhol nyolc dombot és völgyet hagyott maga után. Azonban mikor megtalálta a rengeteg szakét, minden feje inni kezdett belőle, míg végül teljesen le nem részegedett és elaludt. Ekkor Szuszanoo előrántotta kardját és apró darabokra vágta a sárkányt. Ám mikor a farkához ért, kicsit felmetszette azt és látta, hogy a belsejében van egy kard, ez volt az úgynevezett Kusza-Nagi no curugi.
Később Szuszanoo ezt a kardot ajándékozta Amateraszunak, mint békeajándék. Amateraszu később tükrével és nyakékével együtt a kardot leszármazottaira örökítette. Így lett ez a 3 tárgy a 3 császári ékszer Japánban.

## A médiában
- Mangában, animében : Naruto, Tenjhou tenge, Kamigami no aszobi, Akame Ga Kill, Record Of Ragnarok
- videójátékban : Ókami, Blazblue, Persona 3-4, Smite
- Kártyajátékban: YU-GI-OH!
- Light Novelben: Campione!